# Norm Prescott
Pour les articles homonymes, voir Prescott.
Norm Prescott est un producteur, acteur, scénariste et réalisateur américain né le 31 janvier 1927 à Boston, Massachusetts (États-Unis) et mort le 2 juillet 2005 à Encino (Californie).
Il a également composé un certain nombre de musiques pour les séries produites par Filmation dans les années 1970, sous le pseudonyme de Jeff Michael, en collaboration avec Ray Ellis (sous le pseudonyme d'Yvette Blais) et Dean Andre Wallschlaeger.

## Filmographie

### comme producteur

#### Cinéma
- 1965 : Pinocchio dans l'espace (long-métrage d'animation)
- 1974 : Oliver Twist
- 1974 : Journey Back to Oz - également scénariste

#### Télévision
- 1967 : The Superman/Aquaman Hour of Adventure
- 1968 : The Batman/Superman Hour
- 1968 : The Archie Show
- 1968 : Fantastic Voyage
- 1969 : The Hardy Boys
- 1969 : Les Aventures de Batman (série animée, 1968) (The Adventures of Batman)
- 1969 : Archie and His New Friends
- 1970 : Archie's Fun House
- 1970 : Will the Real Jerry Lewis Please Sit Down?
- 1970 : Sabrina and the Groovie Goolies
- 1971 : Aesop's Fables
- 1972 : The Brady Kids
- 1972 : T'as l'bonjour d'Albert (Fat Albert and the Cosby Kids)
- 1973 : Fat Albert's Halloween Special
- 1973 : Lassie's Rescue Rangers
- 1973 : Star Trek
- 1973 : My Favorite Martians
- 1974 : Shazam!
- 1974 : The New Adventures of Gilligan
- 1974 : The US of Archie
- 1975 : The Ghost Busters
- 1975 : Isis
- 1975 : The Secret Lives of Waldo Kitty
- 1976 : Tarzan, Lord of the Jungle
- 1976 : Ark II
- 1977 : The Space Sentinels
- 1977 : Space Academy
- 1977 : The Fat Albert Christmas Special
- 1978 : Archie's Bang-Shang Lalapalooza Show
- 1979 : The New Adventures of Mighty Mouse and Heckle and Jeckle
- 1979 : The New Animated Adventures of Flash Gordon
- 1980 : The Tarzan/Lone Ranger Adventure Hour
- 1981 : Blackstar
- 1982 : Flash Gordon: The Greatest Adventure of All
- 1982 : Mighty Mouse in the Great Space Chase
- 1983 : Les Maîtres de l'univers (He-Man and the Masters of the Universe)
- 1985 : She-Ra: Princess of Power
- 1987 : Bravestarr

### comme acteur
- 1951 : Disc Jockey : Disc Jockey
- 1973 : Star Trek : voix additionnelles
- 1974 : Shazam! : Solomon (voix)
- 1979 : The New Adventures of Mighty Mouse and Heckle and Jeckle : Theodore H. Bear (voix)
- 1981 : Kid Superpower Hour with Shazam! : narrateur (voix)

### comme réalisateur
- 1973 : L'Île au trésor (Treasure Island)